# Fase de grupos da Copa Libertadores da América de 2022
A fase de grupos da Copa Libertadores da América de 2022 foi disputada entre 5 de abril e 26 de maio. O sorteio dos grupos ocorreu em Luque, no Paraguai, em 25 de março de 2022.
O campeão e o vice de cada grupo ao final de seis jogos disputados dentro dos grupos avançaram à fase final, iniciando a partir das oitavas. Os terceiros colocados de cada grupo foram transferidos para a segunda fase da Copa Sul-Americana de 2022.

## Critérios de desempate
De acordo com o regulamento estabelecido para as últimas edições, caso duas ou mais equipes empatassem em números de pontos ao final da fase de grupos, os seguintes critérios seriam aplicados:
1. melhor saldo de gols entre as equipes em questão;
2. maior número de gols marcados entre as equipes em questão;
3. maior número de gols marcados como visitante entre as equipes em questão;
4. ranking da CONMEBOL.

## Grupos
|  | Equipes classificadas para a fase final                                |
|  | Equipes transferidas para a segunda fase da Copa Sul-Americana de 2022 |
|  | Equipes eliminadas                                                     |

Todas as partidas estão no horário local.

### Grupo A
| Pos | Equipe                  | Pts | J | V | E | D | GP | GC | SG  | Classificado                |  | PAL | EME | TAC | IPE |
| --- | ----------------------- | --- | - | - | - | - | -- | -- | --- | --------------------------- |  | --- | --- | --- | --- |
| 1   | Palmeiras               | 18  | 6 | 6 | 0 | 0 | 25 | 3  | +22 | Fase final                  |  | —   | 1–0 | 4–1 | 8–1 |
| 2   | Emelec                  | 8   | 6 | 2 | 2 | 2 | 14 | 7  | +7  | Fase final                  |  | 1–3 | —   | 1–1 | 7–0 |
| 3   | Deportivo Táchira       | 7   | 6 | 2 | 1 | 3 | 8  | 14 | −6  | Fase final da Sul-Americana |  | 0–4 | 1–4 | —   | 3–0 |
| 4   | Independiente Petrolero | 1   | 6 | 0 | 1 | 5 | 3  | 26 | −23 |                             |  | 0–5 | 1–1 | 1–2 | —   |

| 6 de abril    | Deportivo Táchira | 0 – 4     | Palmeiras                                             | Polideportivo de Pueblo Nuevo, San Cristóbal |
| 20:00 (UTC−4) |                   | Relatório | Dudu 8' · Raphael Veiga 35' · Rafael Navarro 48', 53' | Árbitro: ARG Darío Herrera                   |

| 6 de abril    | Independiente Petrolero | 1 – 1     | Emelec        | Estádio Olímpico Patria, Sucre |
| 22:00 (UTC−4) | Cristaldo 88'           | Relatório | Quiroga 90+1' | Árbitro: CHI Cristian Garay    |

| 12 de abril   | Palmeiras                                                                             | 8 – 1     | Independiente Petrolero | Allianz Parque, São Paulo                 |
| 21:30 (UTC−3) | Zé Rafael 41' · Rafael Navarro 47', 54', 56', 78' · Rony 80' · Raphael Veiga 86', 90' | Relatório | Correa 6'               | Público: 26 409 Árbitro: PAR Derlis López |

| 14 de abril   | Emelec    | 1 – 1     | Deportivo Táchira | Estádio George Capwell, Guaiaquil            |
| 21:00 (UTC−5) | Rojas 11' | Relatório | Chacón 4'         | Público: 19 634 Árbitro: COL Jhon Hinestroza |

| 26 de abril   | Independiente Petrolero | 1 – 2     | Deportivo Táchira          | Estádio Olímpico Patria, Sucre |
| 18:15 (UTC−4) | Campos 45'              | Relatório | Uribe 44' · Simisterra 65' | Árbitro: CHI Nicolás Gamboa    |

| 27 de abril   | Emelec    | 1 – 3     | Palmeiras                                        | Estádio George Capwell, Guaiaquil |
| 19:00 (UTC−5) | Rojas 62' | Relatório | Rony 19' · Gabriel Veron 25' · Breno Lopes 90+2' | Árbitro: ARG Patricio Loustau     |

| 3 de maio     | Deportivo Táchira | 1 – 4     | Emelec                                    | Polideportivo de Pueblo Nuevo, San Cristóbal |
| 18:15 (UTC−4) | Uribe 37'         | Relatório | Rodríguez 3', 11', 59' (pen) · Cabeza 74' | Árbitro: ARG Pablo Echavarría                |

| 3 de maio     | Independiente Petrolero | 0 – 5     | Palmeiras                                                           | Estádio Olímpico Patria, Sucre |
| 20:30 (UTC−4) |                         | Relatório | Raphael Veiga 17' (pen), 22', 60' · Rafael Navarro 62' · Murilo 74' | Árbitro: ARG Nicolás Lamolina  |

| 18 de maio    | Palmeiras  | 1 – 0     | Emelec | Allianz Parque, São Paulo   |
| 19:00 (UTC−3) | Danilo 74' | Relatório |        | Árbitro: CHI Nicolás Gamboa |

| 18 de maio    | Deportivo Táchira                     | 3 – 0     | Independiente Petrolero | Polideportivo de Pueblo Nuevo, San Cristóbal |
| 20:00 (UTC−4) | Hernández 22', 28' · Simisterra 90+2' | Relatório |                         | Árbitro: PAR Carlos Benítez                  |

| 24 de maio    | Emelec                                                                          | 7 – 0     | Independiente Petrolero | Estádio George Capwell, Guaiaquil |
| 19:30 (UTC−5) | Cabeza 16', 35' · Rodríguez 38', 77' · Cevallos 45+1' · Rojas 54' · Quiroga 75' | Relatório |                         | Árbitro: PER Kevin Ortega         |

| 24 de maio    | Palmeiras                                           | 4 – 1     | Deportivo Táchira | Allianz Parque, São Paulo  |
| 21:30 (UTC−3) | Gustavo Scarpa 15', 22' (pen), 68' (pen) · Rony 57' | Relatório | Gutiérrez 48'     | Árbitro: COL Carlos Ortega |

### Grupo B
| Pos | Equipe               | Pts | J | V | E | D | GP | GC | SG | Classificado                |  | LIB | ATP | STR | CAR |
| --- | -------------------- | --- | - | - | - | - | -- | -- | -- | --------------------------- |  | --- | --- | --- | --- |
| 1   | Libertad             | 10  | 6 | 3 | 1 | 2 | 8  | 6  | +2 | Fase final                  |  | —   | 1–0 | 2–1 | 4–1 |
| 2   | Athletico Paranaense | 10  | 6 | 3 | 1 | 2 | 8  | 7  | +1 | Fase final                  |  | 2–0 | —   | 5–1 | 1–0 |
| 3   | The Strongest        | 6   | 6 | 1 | 3 | 2 | 8  | 7  | +1 | Fase final da Sul-Americana |  | 5–0 | 1–1 | —   | 1–1 |
| 4   | Caracas              | 6   | 6 | 1 | 3 | 2 | 4  | 8  | −4 |                             |  | 0–0 | 1–0 | 0–0 | —   |

| 5 de abril    | Caracas | 0 – 0     | Athletico Paranaense | Estádio Olímpico da UCV, Caracas         |
| 18:15 (UTC−4) |         | Relatório |                      | Público: 3 807 Árbitro: COL Andrés Rojas |

| 7 de abril    | The Strongest | 1 – 1     | Libertad    | Estádio Hernando Siles, La Paz |
| 22:00 (UTC−4) | Triverio 11'  | Relatório | Merlini 14' | Árbitro: CHI Nicolás Gamboa    |

| 13 de abril   | Libertad                   | 2 – 1     | Caracas        | Estádio Defensores del Chaco, Assunção |
| 18:00 (UTC−4) | Cardozo 3' · Melgarejo 34' | Relatório | Bonsu Osei 20' | Árbitro: ARG Facundo Tello             |

| 14 de abril   | Athletico Paranaense | 1 – 0     | The Strongest | Arena da Baixada, Curitiba                 |
| 19:00 (UTC−3) | Terans 65' (pen)     | Relatório |               | Público: 21 144 Árbitro: ARG Darío Herrera |

| 26 de abril   | Libertad    | 1 – 0     | Athletico Paranaense | Estádio Defensores del Chaco, Assunção |
| 18:15 (UTC−4) | Riveros 57' | Relatório |                      | Árbitro: URU Gustavo Tejera            |

| 27 de abril   | The Strongest | 1 – 1     | Caracas       | Estádio Hernando Siles, La Paz                 |
| 22:00 (UTC−4) | Prost 34'     | Relatório | Akinyoola 83' | Público: 6 675 Árbitro: ECU Guillermo Guerrero |

| 3 de maio     | Caracas       | 1 – 0     | Libertad | Estádio Olímpico da UCV, Caracas |
| 18:15 (UTC−4) | Akinyoola 51' | Relatório |          | Árbitro: URU Andrés Matonte      |

| 3 de maio     | The Strongest                                                      | 5 – 0     | Athletico Paranaense | Estádio Hernando Siles, La Paz |
| 18:15 (UTC−4) | Triverio 32', 51' · Prost 70' · Cascini 90+1' · Erick 90+4' (g.c.) | Relatório |                      | Árbitro: PER Augusto Menéndez  |

| 17 de maio    | Caracas | 0 – 0     | The Strongest | Estádio Olímpico da UCV, Caracas |
| 18:15 (UTC−4) |         | Relatório |               | Árbitro: ARG Darío Herrera       |

| 18 de maio    | Athletico Paranaense      | 2 – 0     | Libertad | Arena da Baixada, Curitiba    |
| 19:00 (UTC−3) | Cuello 56' · Canobbio 69' | Relatório |          | Árbitro: ARG Patricio Loustau |

| 26 de maio    | Libertad                                                    | 4 – 1     | The Strongest | Estádio Defensores del Chaco, Assunção |
| 18:00 (UTC−4) | Melgarejo 25' · Mendieta 55' (pen), 90' · Jusino 70' (g.c.) | Relatório | Ursino 41'    | Árbitro: ARG Facundo Tello             |

| 26 de maio    | Athletico Paranaense                                    | 5 – 1     | Caracas    | Arena da Baixada, Curitiba    |
| 19:00 (UTC−3) | Pablo 19', 22' · Christian 45+1', 71' · Pedro Rocha 75' | Relatório | Rivero 58' | Árbitro: ARG Nicolás Lamolina |

### Grupo C
| Pos | Equipe              | Pts | J | V | E | D | GP | GC | SG | Classificado                |  | EST | VEL | CNF | RBB |
| --- | ------------------- | --- | - | - | - | - | -- | -- | -- | --------------------------- |  | --- | --- | --- | --- |
| 1   | Estudiantes         | 13  | 6 | 4 | 1 | 1 | 8  | 5  | +3 | Fase final                  |  | —   | 4–1 | 1–0 | 2–0 |
| 2   | Vélez Sarsfield     | 8   | 6 | 2 | 2 | 2 | 12 | 11 | +1 | Fase final                  |  | 4–0 | —   | 1–2 | 2–2 |
| 3   | Nacional            | 7   | 6 | 2 | 1 | 3 | 7  | 7  | 0  | Fase final da Sul-Americana |  | 0–0 | 3–0 | —   | 3–0 |
| 4   | Red Bull Bragantino | 5   | 6 | 1 | 2 | 3 | 5  | 3  | +2 |                             |  | 0–1 | 1–1 | 2–0 | —   |

| 6 de abril    | Red Bull Bragantino       | 2 – 0     | Nacional | Estádio Nabi Abi Chedid, Bragança Paulista |
| 19:00 (UTC−3) | Ytalo 35' · Hurtado 90+3' | Relatório |          | Árbitro: PER Kevin Ortega                  |

| 7 de abril    | Estudiantes                                      | 4 – 1     | Vélez Sarsfield | Estádio Jorge Luis Hirschi, La Plata |
| 21:00 (UTC−3) | Mas 6' · Rogel 42' · Del Prete 53' · Zapiola 88' | Relatório | Janson 35'      | Árbitro: PAR Éber Aquino             |

| 13 de abril   | Nacional | 0 – 0     | Estudiantes | Estádio Gran Parque Central, Montevidéu    |
| 21:00 (UTC−3) |          | Relatório |             | Público: 22 339 Árbitro: COL Wilmar Roldán |

| 14 de abril   | Vélez Sarsfield                     | 2 – 2     | Red Bull Bragantino | Estádio José Amalfitani, Buenos Aires   |
| 21:00 (UTC−3) | De los Santos 8' · Natan 47' (g.c.) | Relatório | Ytalo 2', 62'       | Público: 6 826 Árbitro: COL Jhon Ospina |

| 26 de abril   | Vélez Sarsfield | 1 – 2     | Nacional           | Estádio José Amalfitani, Buenos Aires   |
| 19:15 (UTC−3) | Soñora 15'      | Relatório | Gigliotti 31', 75' | Público: 6 856 Árbitro: PAR Éber Aquino |

| 26 de abril   | Estudiantes             | 2 – 0     | Red Bull Bragantino | Estádio Jorge Luis Hirschi, La Plata      |
| 19:15 (UTC−3) | Rogel 54' · Boselli 59' | Relatório |                     | Público: 17 907 Árbitro: PER Kevin Ortega |

| 3 de maio     | Estudiantes | 1 – 0     | Nacional | Estádio Jorge Luis Hirschi, La Plata       |
| 21:30 (UTC−3) | Castro 41'  | Relatório |          | Público: 21 156 Árbitro: COL Wilmar Roldán |

| 5 de maio     | Red Bull Bragantino | 1 – 1     | Vélez Sarsfield | Estádio Nabi Abi Chedid, Bragança Paulista |
| 21:00 (UTC−3) | Hurtado 84'         | Relatório | Pratto 14'      | Árbitro: COL Jhon Ospina                   |

| 17 de maio    | Red Bull Bragantino | 0 – 1     | Estudiantes   | Estádio Nabi Abi Chedid, Bragança Paulista |
| 19:15 (UTC−3) |                     | Relatório | Del Prete 77' | Público: 4 769 Árbitro: PAR Juan Benítez   |

| 18 de maio    | Nacional                         | 2 – 3     | Vélez Sarsfield                                | Estádio Gran Parque Central, Montevidéu |
| 19:00 (UTC−3) | Zabala 21' · Gigliotti 89' (pen) | Relatório | Janson 45' · De los Santos 60' · Perrone 90+4' | Público: 22 075 Árbitro: CHI Piero Maza |

| 24 de maio    | Nacional                                     | 3 – 0     | Red Bull Bragantino | Estádio Gran Parque Central, Montevidéu |
| 19:15 (UTC−3) | Trezza 9' · Cándido 31' · Cleiton 84' (g.c.) | Relatório |                     | Árbitro: COL Wilmar Roldán              |

| 24 de maio    | Vélez Sarsfield                           | 4 – 0     | Estudiantes | Estádio José Amalfitani, Buenos Aires |
| 19:15 (UTC−3) | Janson 21', 43' · Pratto 73' · Osorio 83' | Relatório |             | Árbitro: CHI Nicolás Gamboa           |

### Grupo D
| Pos | Equipe                  | Pts | J | V | E | D | GP | GC | SG | Classificado                |  | ATM | TOL | IDV | AMM |
| --- | ----------------------- | --- | - | - | - | - | -- | -- | -- | --------------------------- |  | --- | --- | --- | --- |
| 1   | Atlético Mineiro        | 11  | 6 | 3 | 2 | 1 | 10 | 6  | +4 | Fase final                  |  | —   | 1–2 | 3–1 | 1–1 |
| 2   | Deportes Tolima         | 11  | 6 | 3 | 2 | 1 | 10 | 9  | +1 | Fase final                  |  | 0–2 | —   | 1–0 | 2–2 |
| 3   | Independiente del Valle | 8   | 6 | 2 | 2 | 2 | 9  | 7  | +2 | Fase final da Sul-Americana |  | 1–1 | 2–2 | —   | 3–0 |
| 4   | América Mineiro         | 2   | 6 | 0 | 2 | 4 | 6  | 13 | −7 |                             |  | 1–2 | 2–3 | 0–2 | —   |

| 6 de abril    | América Mineiro | 0 – 2     | Independiente del Valle  | Estádio Independência, Belo Horizonte |
| 19:00 (UTC−3) |                 | Relatório | Sornoza 12' · Arce 90+5' | Árbitro: ARG Fernando Rapallini       |

| 6 de abril    | Deportes Tolima | 0 – 2     | Atlético Mineiro              | Estádio Manuel Murillo Toro, Ibagué |
| 19:00 (UTC−5) |                 | Relatório | Fernández 45' · Tchê Tchê 80' | Árbitro: VEN Alexis Herrera         |

| 13 de abril   | Atlético Mineiro | 1 – 1     | América Mineiro    | Estádio Mineirão, Belo Horizonte              |
| 21:00 (UTC−3) | Ademir 85'       | Relatório | Felipe Azevedo 51' | Público: 37 312 Árbitro: ARG Patricio Loustau |

| 13 de abril   | Independiente del Valle | 2 – 2     | Deportes Tolima        | Estádio Banco Guayaquil, Quito           |
| 21:00 (UTC−5) | Sornoza 52', 89' (pen)  | Relatório | Lucumí 51' · Plata 51' | Público: 3 699 Árbitro: PER Kevin Ortega |

| 26 de abril   | Independiente del Valle | 1 – 1     | Atlético Mineiro | Estádio Banco Guayaquil, Quito                 |
| 19:30 (UTC−5) | Sornoza 50'             | Relatório | Hulk 7'          | Público: 6 980 Árbitro: ARG Fernando Rapallini |

| 27 de abril   | América Mineiro                     | 2 – 3     | Deportes Tolima                 | Estádio Independência, Belo Horizonte    |
| 19:00 (UTC−3) | Pedrinho 53' · Hernández 77' (g.c.) | Relatório | Plata 66', 90+5' · Quiñónes 86' | Público: 4 651 Árbitro: URU Andrés Cunha |

| 3 de maio     | América Mineiro | 1 – 2     | Atlético Mineiro                    | Estádio Independência, Belo Horizonte     |
| 21:30 (UTC−3) | Conti 39'       | Relatório | Guilherme Arana 13' · Fernández 37' | Público: 5 486 Árbitro: ARG Darío Herrera |

| 4 de maio     | Deportes Tolima | 1 – 0     | Independiente del Valle | Estádio Manuel Murillo Toro, Ibagué |
| 21:00 (UTC−5) | Ibargüen 88'    | Relatório |                         | Árbitro: ARG Patricio Loustau       |

| 18 de maio    | Deportes Tolima        | 2 – 2     | América Mineiro                    | Estádio Manuel Murillo Toro, Ibagué |
| 19:00 (UTC−5) | Plata 40' · Rangel 43' | Relatório | Marlon 7' · Iago Maidana 27' (pen) | Árbitro: ARG Fernando Rapallini     |

| 19 de maio    | Atlético Mineiro           | 3 – 1     | Independiente del Valle | Estádio Mineirão, Belo Horizonte |
| 19:00 (UTC−3) | Hulk 9', 56' · Sávio 90+6' | Relatório | Vargas 82'              | Árbitro: URU Esteban Ostojich    |

| 25 de maio    | Independiente del Valle               | 3 – 0     | América Mineiro | Estádio Banco Guayaquil, Quito |
| 19:00 (UTC−5) | Sornoza 17' · Gaibor 43' · Chávez 74' | Relatório |                 | Árbitro: URU Leodán González   |

| 25 de maio    | Atlético Mineiro  | 1 – 2     | Deportes Tolima           | Estádio Mineirão, Belo Horizonte              |
| 21:00 (UTC−3) | Eduardo Sasha 88' | Relatório | Rangel 55' · Lucumí 90+2' | Público: 34 339 Árbitro: ARG Patricio Loustau |

### Grupo E
| Pos | Equipe         | Pts | J | V | E | D | GP | GC | SG | Classificado                |  | BOC | COR | DCA | ALW |
| --- | -------------- | --- | - | - | - | - | -- | -- | -- | --------------------------- |  | --- | --- | --- | --- |
| 1   | Boca Juniors   | 10  | 6 | 3 | 1 | 2 | 5  | 5  | 0  | Fase final                  |  | —   | 1–1 | 1–0 | 2–0 |
| 2   | Corinthians    | 9   | 6 | 2 | 3 | 1 | 5  | 4  | +1 | Fase final                  |  | 2–0 | —   | 1–0 | 1–1 |
| 3   | Deportivo Cali | 8   | 6 | 2 | 2 | 2 | 7  | 4  | +3 | Fase final da Sul-Americana |  | 2–0 | 0–0 | —   | 3–0 |
| 4   | Always Ready   | 5   | 6 | 1 | 2 | 3 | 5  | 9  | −4 |                             |  | 0–1 | 2–0 | 2–2 | —   |

| 5 de abril    | Deportivo Cali             | 2 – 0     | Boca Juniors | Estádio Deportivo Cali, Palmira               |
| 19:30 (UTC−5) | Burdisso 70' · Vásquez 80' | Relatório |              | Público: 18 695 Árbitro: VEN Jesús Valenzuela |

| 5 de abril    | Always Ready                    | 2 – 0     | Corinthians | Estádio Hernando Siles, La Paz         |
| 20:30 (UTC−4) | Riquelme 8' (pen) · Ramallo 46' | Relatório |             | Público: 4 536 Árbitro: CHI Piero Maza |

| 12 de abril   | Boca Juniors         | 2 – 0     | Always Ready | Estádio La Bombonera, Buenos Aires |
| 19:15 (UTC−3) | Benedetto 25', 90+6' | Relatório |              | Árbitro: URU Gustavo Tejera        |

| 13 de abril   | Corinthians        | 1 – 0     | Deportivo Cali | Neo Química Arena, São Paulo             |
| 21:00 (UTC−3) | Caldera 68' (g.c.) | Relatório |                | Público: 37 837 Árbitro: PAR Éber Aquino |

| 26 de abril   | Corinthians    | 2 – 0     | Boca Juniors | Neo Química Arena, São Paulo                |
| 21:30 (UTC−3) | Maycon 5', 78' | Relatório |              | Público: 44 449 Árbitro: URU Andrés Matonte |

| 28 de abril   | Always Ready                  | 2 – 2     | Deportivo Cali                     | Estádio Hernando Siles, La Paz |
| 22:00 (UTC−4) | Riquelme 35' (pen) · Arce 42' | Relatório | Velasco 45+5' (pen) · Burdisso 54' | Árbitro: ECU Augusto Aragón    |

| 4 de maio     | Deportivo Cali | 0 – 0     | Corinthians | Estádio Deportivo Cali, Palmira            |
| 19:00 (UTC−5) |                | Relatório |             | Público: ≅20 000 Árbitro: URU Andrés Cunha |

| 4 de maio     | Always Ready | 0 – 1     | Boca Juniors     | Estádio Hernando Siles, La Paz |
| 20:00 (UTC−4) |              | Relatório | Salvio 37' (pen) | Árbitro: PER Kevin Ortega      |

| 17 de maio    | Boca Juniors  | 1 – 1     | Corinthians    | Estádio La Bombonera, Buenos Aires              |
| 21:30 (UTC−3) | Benedetto 42' | Relatório | Du Queiroz 16' | Público: 46 238 Árbitro: URU Christian Ferreyra |

| 19 de maio    | Deportivo Cali                  | 3 – 0     | Always Ready | Estádio Deportivo Cali, Palmira            |
| 21:00 (UTC−5) | Vásquez 12', 55' · Mosquera 74' | Relatório |              | Público: 9 522 Árbitro: VEN Alexis Herrera |

| 26 de maio    | Boca Juniors | 1 – 0     | Deportivo Cali | Estádio La Bombonera, Buenos Aires      |
| 21:00 (UTC−3) | Varela 54'   | Relatório |                | Público: 59 000 Árbitro: CHI Piero Maza |

| 26 de maio    | Corinthians | 1 – 1     | Always Ready | Neo Química Arena, São Paulo             |
| 21:00 (UTC−3) | Adson 19'   | Relatório | Borja 44'    | Público: 39 938 Árbitro: VEN José Argote |

### Grupo F
| Pos | Equipe       | Pts | J | V | E | D | GP | GC | SG  | Classificado                |  | RIV | FOR | COL | ALI |
| --- | ------------ | --- | - | - | - | - | -- | -- | --- | --------------------------- |  | --- | --- | --- | --- |
| 1   | River Plate  | 16  | 6 | 5 | 1 | 0 | 18 | 3  | +15 | Fase final                  |  | —   | 2–0 | 4–0 | 8–1 |
| 2   | Fortaleza    | 10  | 6 | 3 | 1 | 2 | 10 | 9  | +1  | Fase final                  |  | 1–1 | —   | 1–2 | 2–1 |
| 3   | Colo-Colo    | 7   | 6 | 2 | 1 | 3 | 9  | 13 | −4  | Fase final da Sul-Americana |  | 1–2 | 3–4 | —   | 2–1 |
| 4   | Alianza Lima | 1   | 6 | 0 | 1 | 5 | 4  | 16 | −12 |                             |  | 0–1 | 0–2 | 1–1 | —   |

| 6 de abril    | Alianza Lima | 0 – 1     | River Plate | Estádio Nacional, Lima     |
| 19:00 (UTC−5) |              | Relatório | Suárez 65'  | Árbitro: COL Wilmar Roldán |

| 7 de abril    | Fortaleza         | 1 – 2     | Colo-Colo               | Arena Castelão, Fortaleza                 |
| 19:00 (UTC−3) | Renato Kayzer 70' | Relatório | Lucero 38' · Solari 49' | Público: 50 429 Árbitro: URU Andrés Cunha |

| 13 de abril   | Colo-Colo              | 2 – 1     | Alianza Lima | Estádio Monumental, Santiago                  |
| 18:00 (UTC−4) | Lucero 27' · Pavez 56' | Relatório | Benítez 69'  | Público: 31 601 Árbitro: URU Esteban Ostojich |

| 13 de abril   | River Plate                    | 2 – 0     | Fortaleza | Estádio Monumental de Núñez, Buenos Aires |
| 21:00 (UTC−3) | Fernández 10' · De la Cruz 33' | Relatório |           | Árbitro: URU Andrés Matonte               |

| 27 de abril   | Fortaleza                 | 2 – 1     | Alianza Lima   | Arena Castelão, Fortaleza                    |
| 19:00 (UTC−3) | Romero 50' · Hércules 79' | Relatório | Lavandeira 70' | Público: 32 557 Árbitro: COL Carlos Betancur |

| 27 de abril   | Colo-Colo    | 1 – 2     | River Plate            | Estádio Monumental, Santiago                |
| 20:00 (UTC−4) | Lucero 90+2' | Relatório | Suárez 82' · Barco 89' | Público: 35 065 Árbitro: VEN Alexis Herrera |

| 5 de maio     | Fortaleza | 1 – 1     | River Plate         | Arena Castelão, Fortaleza                     |
| 19:00 (UTC−3) | Romero 4' | Relatório | Fernández 17' (pen) | Público: 48 867 Árbitro: URU Esteban Ostojich |

| 5 de maio     | Alianza Lima | 1 – 1     | Colo-Colo  | Estádio Nacional, Lima     |
| 21:00 (UTC−5) | Aguirre 46'  | Relatório | Lucero 22' | Árbitro: COL Nicolás Gallo |

| 18 de maio    | Alianza Lima | 0 – 2     | Fortaleza                     | Estádio Nacional, Lima      |
| 21:00 (UTC−5) |              | Relatório | Moisés 16' · Yago Pikachu 80' | Árbitro: ECU Franklin Congo |

| 19 de maio    | River Plate                                                | 4 – 0     | Colo-Colo | Estádio Monumental de Núñez, Buenos Aires   |
| 21:00 (UTC−3) | Palavecino 42' · De la Cruz 52' · Martínez 66' · Barco 68' | Relatório |           | Público: 53 577 Árbitro: URU Andrés Matonte |

| 25 de maio    | Colo-Colo                                 | 3 – 4     | Fortaleza                                      | Estádio Monumental, Santiago                            |
| 18:00 (UTC−4) | Ceballos 45' (g.c.), 64' (g.c.) · Gil 80' | Relatório | Romero 3' · Moisés 25', 54' · Yago Pikachu 61' | Público: Portões fechados Árbitro: URU Esteban Ostojich |

| 25 de maio    | River Plate                                                  | 8 – 1     | Alianza Lima         | Estádio Monumental de Núñez, Buenos Aires |
| 19:00 (UTC−3) | Álvarez 15', 18', 41', 54', 57', 83' · Simón 53' · Gómez 79' | Relatório | Lavandeira 89' (pen) | Árbitro: COL Jhon Ospina                  |

### Grupo G
| Pos | Equipe        | Pts | J | V | E | D | GP | GC | SG | Classificado                |  | CLN | CPO | OLI | PEN |
| --- | ------------- | --- | - | - | - | - | -- | -- | -- | --------------------------- |  | --- | --- | --- | --- |
| 1   | Colón         | 10  | 6 | 3 | 1 | 2 | 8  | 8  | 0  | Fase final                  |  | —   | 2–1 | 2–1 | 2–1 |
| 2   | Cerro Porteño | 8   | 6 | 2 | 2 | 2 | 5  | 4  | +1 | Fase final                  |  | 3–1 | —   | 0–1 | 1–0 |
| 3   | Olimpia       | 8   | 6 | 2 | 2 | 2 | 4  | 4  | 0  | Fase final da Sul-Americana |  | 0–0 | 0–0 | —   | 1–0 |
| 4   | Peñarol       | 7   | 6 | 2 | 1 | 3 | 5  | 6  | −1 |                             |  | 2–1 | 0–0 | 2–1 | —   |

| 5 de abril    | Olimpia | 0 – 0     | Cerro Porteño | Estádio Defensores del Chaco, Assunção        |
| 18:15 (UTC−4) |         | Relatório |               | Público: 30 017 Árbitro: BRA Anderson Daronco |

| 5 de abril    | Colón                      | 2 – 1     | Peñarol       | Estádio Cementerio de Elefantes, Santa Fe   |
| 19:15 (UTC−3) | Rodríguez 31' · Farías 90' | Relatório | Ceppelini 69' | Público: 16 978 Árbitro: BRA Wilton Sampaio |

| 12 de abril   | Cerro Porteño                  | 3 – 1     | Colón    | Estádio General Pablo Rojas, Assunção |
| 18:15 (UTC−4) | Romero 41', 46' · Espínola 70' | Relatório | Meza 31' | Árbitro: CHI Roberto Tobar            |

| 12 de abril   | Peñarol                   | 2 – 1     | Olimpia         | Estádio Campeón del Siglo, Montevidéu      |
| 21:30 (UTC−3) | Ramos 45+2' · Carrizo 49' | Relatório | W. González 80' | Público: 19 813 Árbitro: BRA Raphael Claus |

| 27 de abril   | Cerro Porteño | 1 – 0     | Peñarol | Estádio General Pablo Rojas, Assunção      |
| 20:00 (UTC−4) | Cardozo 45+1' | Relatório |         | Público: 25 617 Árbitro: COL Wilmar Roldán |

| 28 de abril   | Olimpia | 0 – 0     | Colón | Estádio Defensores del Chaco, Assunção |
| 20:00 (UTC−4) |         | Relatório |       | Árbitro: VEN Jesús Valenzuela          |

| 4 de maio     | Colón                     | 2 – 1     | Cerro Porteño | Estádio Cementerio de Elefantes, Santa Fe |
| 19:00 (UTC−3) | Farías 22' · Bernardi 69' | Relatório | Moreno 73'    | Árbitro: BRA Raphael Claus                |

| 4 de maio     | Olimpia     | 1 – 0     | Peñarol | Estádio Defensores del Chaco, Assunção        |
| 20:00 (UTC−4) | Salcedo 33' | Relatório |         | Público: 16 508 Árbitro: BRA Anderson Daronco |

| 17 de maio    | Peñarol | 0 – 0     | Cerro Porteño | Estádio Campeón del Siglo, Montevidéu |
| 19:15 (UTC−3) |         | Relatório |               | Árbitro: BRA Wilton Sampaio           |

| 18 de maio    | Colón            | 2 – 1     | Olimpia     | Estádio Cementerio de Elefantes, Santa Fe |
| 21:00 (UTC−3) | Lértora 41', 84' | Relatório | Quintana 7' | Árbitro: COL Wilmar Roldán                |

| 25 de maio    | Cerro Porteño | 0 – 1     | Olimpia        | Estádio General Pablo Rojas, Assunção      |
| 20:00 (UTC−4) |               | Relatório | F. Cardozo 10' | Público: 42 581 Árbitro: BRA Raphael Claus |

| 25 de maio    | Peñarol                       | 2 – 1     | Colón      | Estádio Campeón del Siglo, Montevidéu |
| 21:00 (UTC−3) | Ceppelini 48' · Menosse 90+7' | Relatório | Farías 32' | Árbitro: BRA Anderson Daronco         |

### Grupo H
| Pos | Equipe               | Pts | J | V | E | D | GP | GC | SG | Classificado                |  | FLA | TAL | UCA | SCR |
| --- | -------------------- | --- | - | - | - | - | -- | -- | -- | --------------------------- |  | --- | --- | --- | --- |
| 1   | Flamengo             | 16  | 6 | 5 | 1 | 0 | 15 | 6  | +9 | Fase final                  |  | —   | 3–1 | 3–0 | 2–1 |
| 2   | Talleres             | 11  | 6 | 3 | 2 | 1 | 6  | 5  | +1 | Fase final                  |  | 2–2 | —   | 1–0 | 1–0 |
| 3   | Universidad Católica | 4   | 6 | 1 | 1 | 4 | 5  | 10 | −5 | Fase final da Sul-Americana |  | 2–3 | 0–1 | —   | 2–1 |
| 4   | Sporting Cristal     | 2   | 6 | 0 | 2 | 4 | 3  | 8  | −5 |                             |  | 0–2 | 0–0 | 1–1 | —   |

| 5 de abril    | Sporting Cristal | 0 – 2     | Flamengo                             | Estádio Nacional, Lima   |
| 20:00 (UTC−5) |                  | Relatório | Bruno Henrique 22' · Matheuzinho 87' | Árbitro: COL Jhon Ospina |

| 6 de abril    | Talleres    | 1 – 0     | Universidad Católica | Estádio Mario Alberto Kempes, Córdova |
| 19:00 (UTC−3) | Fértoli 24' | Relatório |                      | Árbitro: URU Gustavo Tejera           |

| 12 de abril   | Universidad Católica               | 2 – 1     | Sporting Cristal | Estádio San Carlos de Apoquindo, Santiago |
| 18:15 (UTC−4) | Núñez 45+2' · Zampedri 90+2' (pen) | Relatório | Loyola 73'       | Árbitro: URU Leodán González              |

| 12 de abril   | Flamengo                                     | 3 – 1     | Talleres      | Estádio do Maracanã, Rio de Janeiro           |
| 21:30 (UTC−3) | Gabriel 11' (pen) · Éverton Ribeiro 26', 60' | Relatório | Fértoli 45+1' | Público: 42 915 Árbitro: VEN Jesús Valenzuela |

| 26 de abril   | Talleres     | 1 – 0     | Sporting Cristal | Estádio Mario Alberto Kempes, Córdova |
| 21:30 (UTC−3) | Esquivel 65' | Relatório |                  | Árbitro: PAR Mario Díaz de Vivar      |

| 28 de abril   | Universidad Católica                 | 2 – 3     | Flamengo                     | Estádio San Carlos de Apoquindo, Santiago |
| 18:00 (UTC−4) | Isla 16' (g.c.) · Pablo 90+4' (g.c.) | Relatório | Gabriel 8', 35' · Lázaro 85' | Público: 10 464 Árbitro: VEN José Argote  |

| 4 de maio     | Talleres                             | 2 – 2     | Flamengo                      | Estádio Mario Alberto Kempes, Córdova     |
| 19:00 (UTC−3) | Willian Arão 34' (g.c.) · Santos 57' | Relatório | De Arrascaeta 50' · Pedro 69' | Público: ≅45 000 Árbitro: PAR Éber Aquino |

| 4 de maio     | Sporting Cristal | 1 – 1     | Universidad Católica | Estádio Nacional, Lima    |
| 21:00 (UTC−5) | Liza 43'         | Relatório | Zampedri 77'         | Árbitro: COL Andrés Rojas |

| 17 de maio    | Sporting Cristal | 0 – 0     | Talleres | Estádio Nacional, Lima   |
| 19:30 (UTC−5) |                  | Relatório |          | Árbitro: ECU Luis Quiroz |

| 17 de maio    | Flamengo                                          | 3 – 0     | Universidad Católica | Estádio do Maracanã, Rio de Janeiro      |
| 21:30 (UTC−3) | Willian Arão 7' · Éverton Ribeiro 39' · Pedro 90' | Relatório |                      | Público: 43 532 Árbitro: COL Jhon Ospina |

| 24 de maio    | Universidad Católica | 0 – 1     | Talleres     | Estádio San Carlos de Apoquindo, Santiago |
| 20:30 (UTC−4) |                      | Relatório | Esquivel 61' | Árbitro: BOL Gery Vargas                  |

| 24 de maio    | Flamengo             | 2 – 1     | Sporting Cristal | Estádio do Maracanã, Rio de Janeiro         |
| 21:30 (UTC−3) | Isla 30' · Pedro 74' | Relatório | Gonzáles 85'     | Público: 38 100 Árbitro: VEN Alexis Herrera |